# Ochrana

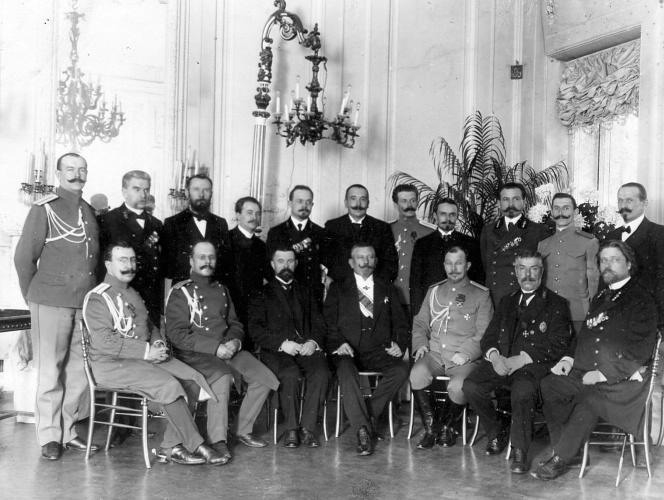
Szef Ochrany (dolny rząd, w środku) gen. por. Aleksandr Wasiliewcz Gierasimow z naczelnikami wydziałów i śledczymi, Petersburg, (1905)

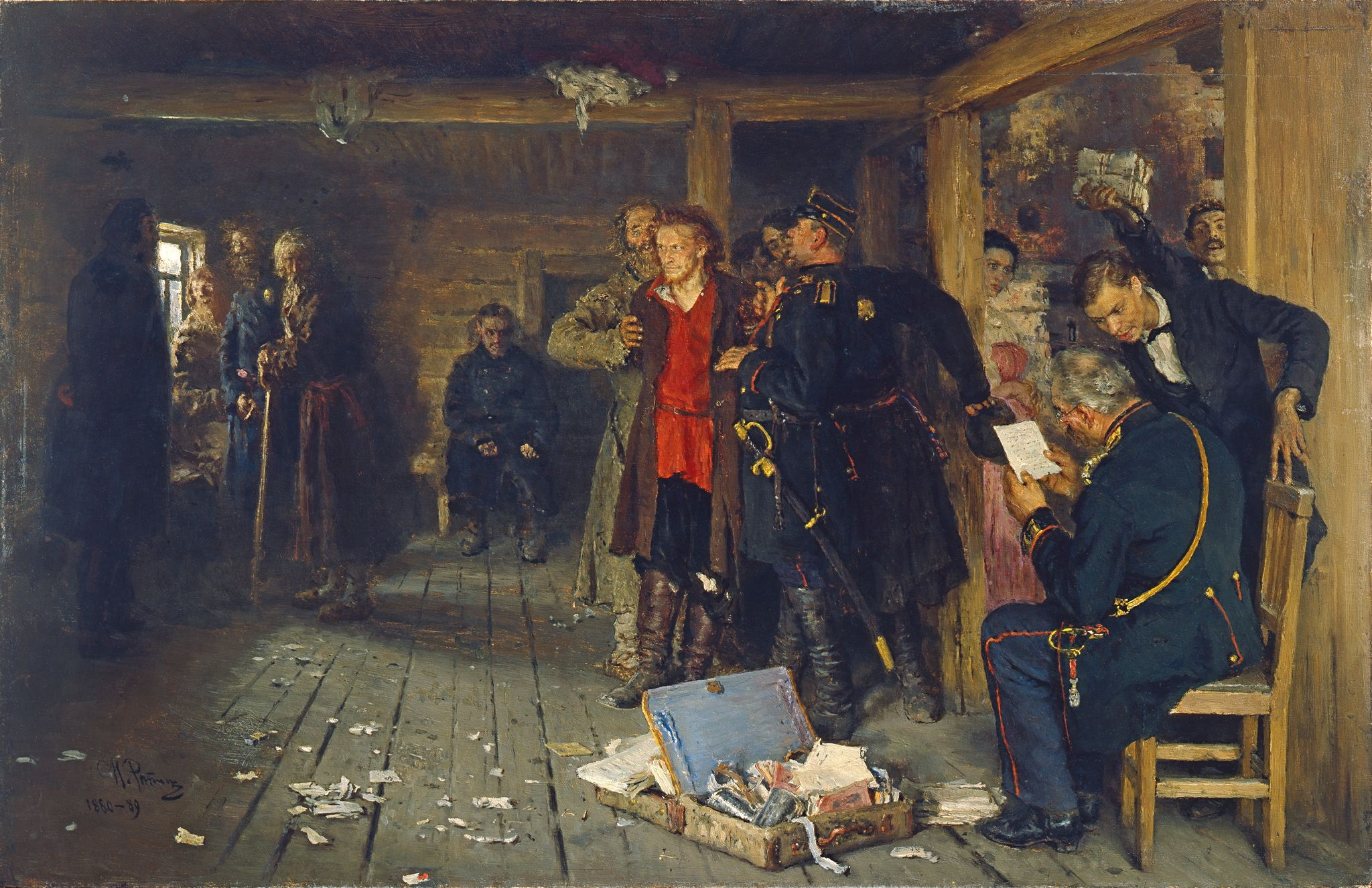
Aresztowanie propagandysty, obraz Ilji Riepina

Ochrana (ros. Отделение по охранению порядка и общественной безопасности, Otdielenije po ochranieniju poriadka i obszcziestwiennoj biezopasnosti, Oddział ochrony porządku i bezpieczeństwa publicznego) – tajna policja carska działająca w Imperium Rosyjskim, utworzona po zabójstwie cara Aleksandra II, na mocy ukazu cara Aleksandra III z 14 sierpnia 1881, w miejsce istniejącego do 1880 roku III Oddziału Kancelarii Osobistej Jego Cesarskiej Mości. Zlikwidowana w czasie rewolucji lutowej w 1917. Następczą strukturą stworzoną przez bolszewików była Czeka.

## Główne zadania i metody działania
Głównym zadaniem Ochrany było tropienie przeciwników władzy, natomiast jej specjalnością stało się organizowanie wszelkiego rodzaju prowokacji. Wcześniej w Rosji istniały następujące formacje policyjne:
- policja wiejska
- policja miejska
- policja tajna
- Samodzielny Korpus Żandarmów

Ochrana miała własne szyfry i system łączności, niezależne od Ministerstwa Spraw Wewnętrznych, Ministerstwa Spraw Zagranicznych i dowództwa wojskowego. Organizacyjnie podlegała, poprzez powołany w 1898 Wydział Specjalny (Osobyj Otdieł), dyrektorowi Departamentu Policji, działającemu w ramach Ministerstwa Spraw Wewnętrznych. Zasadniczą taktyką Ochrany była infiltracja działających wtedy w Rosji licznych organizacji wywrotowych, natomiast jej specjalnością stało się organizowanie wszelkiego rodzaju prowokacji.
Ochrana zatrudniała stosunkowo niewielki zespół etatowych funkcjonariuszy, ale korzystała z rozbudowanej (w 1915 około 300 tysięcy) sieci osobowych źródeł informacji, z prowokacji jako metody walki politycznej i tzw. filerów.

## Struktura terenowa
W Imperium Rosyjskim działało siedem wyodrębnionych zarządów ochrany, m.in. w Petersburgu, Moskwie (1880), Warszawie (1881), Kijowie, Odessie i Tyflisie (obecnie Tbilisi), a także 19 terytorialnych, m.in. w Białymstoku, Łodzi i Wilnie. Ochrana miała także agenturę za granicą z centralą w Paryżu, której podlegały placówki w Genewie, Londynie, Berlinie, a także w Galicji i na Bałkanach.

## Protokoły mędrców Syjonu
Jedną z najsłynniejszych publikacji Ochrany było opracowanie przez instytucję Protokołów mędrców Syjonu, w których opisano plan opanowania świata przez Żydów. Protokoły stały się popularne i stały się orężem walki politycznej w wielu krajach, m.in. Niemczech nazistowskich. Do dzisiaj są wydawane, dostępne w internecie, są popularne w krajach arabskich i traktowane jak prawda historyczna.

## Funkcjonariusze i współpracownicy (m.in.)
- Jewno Azef

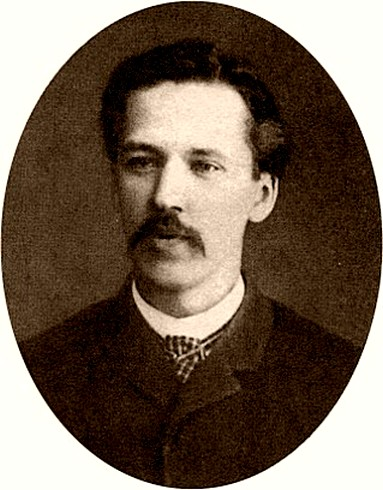
Siergiej Zubatow

- Bakaj – urzędnik do zadań specjalnych Oddziału Ochrany w Warszawie
- Dmitrij Bogrow
- Gieorgij Gapon
- Gerasimow – naczelnik Petersburskiego Oddziału Ochrany
- Karpow – wicenaczelnik Petersburskiego Oddziału Ochrany
- Roman Malinowski
- Leonid Mienszczykow
- Siergiej Muchanow
- Alfred Redl
- Antoni Sukiennik – bojowiec PPS-FR
- Fiodor Triepow
- Siergiej Zubatow – naczelnik Moskiewskiego Oddziału Ochrany
- Zinaida Żuczenko – agentka Moskiewskiego Oddziału Ochrany w środowisku eserowców